# Вильбуа-Лавалет (кантон)
Вильбуа́-Лавале́т (фр. Villebois-Lavalette) — кантон во Франции, находится в регионе Пуату — Шаранта, департамент Шаранта. Входит в состав округа Ангулем.
Код INSEE кантона — 1628. Всего в кантон Вильбуа-Лавалет входят 17 коммун, из них главной коммуной является Вильбуа-Лавалет.
Население кантона на 2007 год составляло 7 496 человек.
Коммуны кантона:
- Бланзаге-Сен-Сибар
- Вильбуа-Лавалет
- Во-Лавалет
- Гард-ле-Понтару
- Гюра
- Диньяк
- Жюйяге
- Комбьер
- Маньяк-Лавалет-Виллар
- Ронснак
- Руньяк
- Сер
- Торсак
- Фукбрюн
- Шавна
- Шарман
- Эдон